# Emilio Attard
Emilio Attard Alonso (Valencia, 8 de abril de 1915-Rocafort, Valencia, 16 de diciembre de 1997) fue un abogado, periodista y político de la Comunidad Valenciana (España).
Estudió Derecho y Periodismo y fue compañero de promoción de Dionisio Ridruejo. Estuvo próximo ideológicamente a Ángel Herrera Oria (se licenció en 1936 como número uno de la promoción de la Escuela de Periodismo de El Debate) y fue amigo de Luis Lucia Lucia; militó en la Derecha Regional Valenciana; la Guerra Civil le sorprendió haciendo el servicio militar obligatorio correspondiéndole el bando del ejército republicano, aun cuando un hermano suyo, Manuel Attard Alonso, fue asesinado fusilado en Nules el 19 de agosto de 1936 por la brigada Thaelmann (o Thälmann) del bando republicano. Al acabar la guerra el régimen franquista le prohibió dedicarse al periodismo (al que se dedicó intensamente desde 1975 en democracia) y al notariado y abrió un despacho de abogados. Fue presidente del Consejo de Administración del Banco de la Exportación, que había fundado en 1965, y decano del Colegio de Abogados de Valencia entre 1962 y 1968.

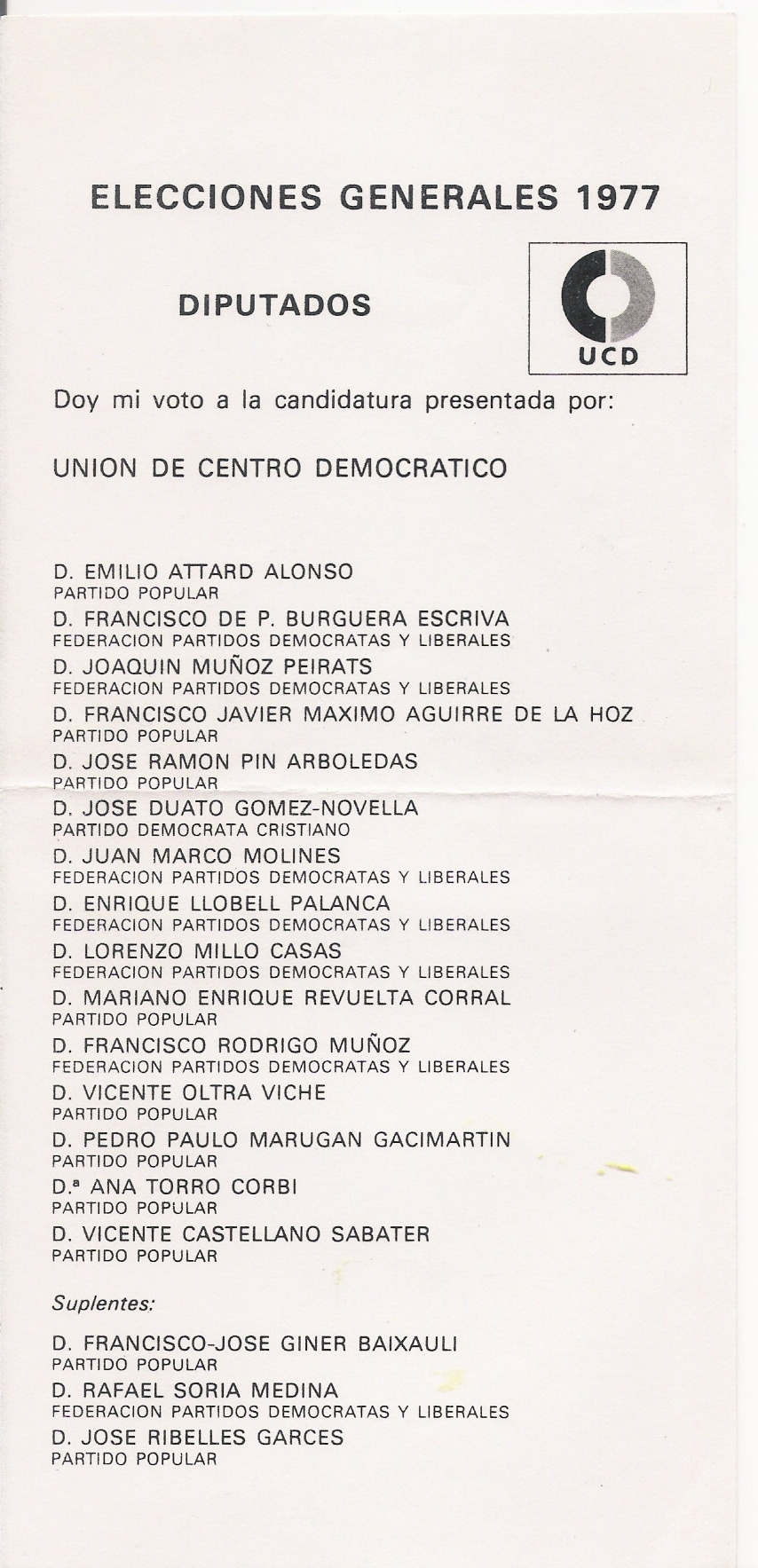
Emilio Attard encabezó la lista al Congreso de UCD por Valencia en 1977.

Miembro de la Asociación Católica Nacional de Propagandistas, en 1975 entró en política promoviendo desde el humanismo cristiano, ligado a la burguesía valenciana, el Partido Popular Regional Valenciano, siendo vicepresidente de la Federación de Partidos Populares regionales, la cual se integró poco después en la coalición Unión de Centro Democrático (UCD). En las elecciones generales de 1977 y 1979, fue elegido diputado por Valencia; fue presidente de la Comisión Constitucional y vicepresidente del Congreso de los Diputados. A la vez, fue el máximo dirigente del centroderecha valenciano, atribuyéndosele, junto con Fernando Abril Martorell y la colaboración del diario Las Provincias, la campaña antipancatalanista conocida como batalla de Valencia, en la que consensuó el Estatuto de Autonomía de la Comunidad Valenciana de 1982 y la nomenclatura oficial actual de "Comunidad Valenciana", ante las distintas propuestas de la UCD y la izquierda. La primera abogaba por la nomenclatura histórica "Reino de Valencia"; mientras que la izquierda proponía el nombre "País Valenciano". 
En 1981 dejó la dirección de la UCD en Valencia. Entre 1981 y 1982 fue consejero del presidente del Gobierno, siendo éste Leopoldo Calvo-Sotelo. Posteriormente se retiró de la política y fue consejero de Estado (1982-1988), profesor de Derecho Constitucional en la cátedra de derecho político de la facultad de Derecho de la Universidad Literaria de Valencia [UV] entre 1986-1988 y doctor honoris causa por la Universidad Politécnica de Valencia [UPV] en 1993. Y Presidente del Consejo Jurídico Consultivo de la Comunidad Valenciana (CJCCV) desde el 20 de mayo de 1996 al 16 de diciembre de 1997.

## Obras
- Vida y muerte de UCD (1983)
- Conviviendo en libertad (1986)
- La constitución española por dentro
- Constitucionalismo español: 1808-1978 (1988)
- Mi razón política (1994)
- Diccionario ideológico político de la transición (1995)
- Bosquejo histórico-político de la España contemporánea (1996).